# Тін-Віс 11
Тін-Віс 11 (англ. Tin Wis 11) — індіанська резервація в Канаді, у провінції Британська Колумбія, у межах регіонального округу Елберні-Клекват.

## Населення
За даними перепису 2016 року, індіанська резервація не ма постійного населення.

## Клімат
Середня річна температура становить 9,6°C, середня максимальна – 17,1°C, а середня мінімальна – 2°C. Середня річна кількість опадів – 3 141 мм.
| Клімат поселення                              | Клімат поселення | Клімат поселення | Клімат поселення | Клімат поселення | Клімат поселення | Клімат поселення | Клімат поселення | Клімат поселення | Клімат поселення | Клімат поселення | Клімат поселення | Клімат поселення | Клімат поселення |
| Показник                                      | Січ.             | Лют.             | Бер.             | Квіт.            | Трав.            | Черв.            | Лип.             | Серп.            | Вер.             | Жовт.            | Лист.            | Груд.            |                  |
| Середній максимум, °C                         | 8,35             | 9,08             | 9,53             | 11,28            | 13,89            | 16,00            | 16,36            | 17,14            | 15,96            | 12,44            | 9,56             | 7,58             |                  |
| Середня температура, °C                       | 5,18             | 5,88             | 6,33             | 8,08             | 10,73            | 12,83            | 14,23            | 15,03            | 13,84            | 10,30            | 7,42             | 5,48             |                  |
| Середній мінімум, °C                          | 1,98             | 2,68             | 3,14             | 4,91             | 7,52             | 9,63             | 12,10            | 12,90            | 11,71            | 8,18             | 5,29             | 3,33             |                  |
| Норма опадів, мм                              | 452              | 329              | 321              | 257              | 152              | 123              | 71               | 84               | 130              | 336              | 459              | 427              |                  |
| Середньомісячна швидкість вітру, м/с          | 4.90             | 4.50             | 4.60             | 4.41             | 4.20             | 4.06             | 3.80             | 3.50             | 3.41             | 4.10             | 4.82             | 4.91             |                  |
| Середньомісячна сонячна радіація, кДж/м²·день | 3081             | 5796             | 9687             | 14287            | 18126            | 19410            | 19685            | 16801            | 12612            | 6946             | 3558             | 2397             |                  |
| --------------------------------------------- | ---------------- | ---------------- | ---------------- | ---------------- | ---------------- | ---------------- | ---------------- | ---------------- | ---------------- | ---------------- | ---------------- | ---------------- | ---------------- |
| Джерело:                                      |                  |                  |                  |                  |                  |                  |                  |                  |                  |                  |                  |                  |                  |